# 마키라날여우박쥐
마키라날여우박쥐(Pteropus cognatus)는 큰박쥐과에 속하는 박쥐의 일종이다. 솔로몬 제도의 토착종이다. 벌목과 사냥때문에 멸종 위협을 받고 있으며, 개체수가 감소하고 있다.